# Entrejol Pabou
Entrejol Pabou, Antriol – dzielnica (wijk) miasta Kralendijk w gminie zamorskiej Bonaire, na wyspie o tej samej nazwie, w Holandii Karaibskiej. Była początkowo jedną z pierwszych wiosek wyspy. Widnieje we fladze gminy zamorskiej, jako jeden z sześciu promieni gwiazdy. 1 stycznia 2020 r. liczyła 1178 mieszkańców. Leży w północnej części miasta.
Miejscowość powstała w 1626 r. dzięki Hiszpanom i Portugalczykom. Nazwa dzielnicy wywodzi się od "Al interior" (pol. "do wnętrza"). Na początku XX w. najczęściej budowanym typem domów na wyspie jak i na Arubie, był cas di torto.
17 kwietnia 2022 r. ustanowiono flagę oraz hymn dla dzielnicy. Co roku świętowany jest dzień dzielnicy.
W dzielnicy stoi katolicki kościół pw. NMP z Coromoto (Onze-Lieve-Vrouw-van-Coromoto / La Birgen di Coromoto), który został konsekrowany w 1955 r.